# Лебедовская культура
Лебедовская культура — археологическая культура финального бронзового и раннего железного веков (XI — первая половина VIII века до н. э.), распространенная на территории центрального и восточного Полесья, а также Черниговской и Сумской областей. Название получила по селу Лебедевка (Киевская область).
Истоки лебедовской культуры традиционно ищут в сосницкой культуре, хотя их памятники и разделяет несколько столетий. Наряду с более восточной бондарихинской культурой легла в основу милоградской и юхновской культур.